# Nur Luke
Nur Luke va ser un traductor de la bíblia al uigur que es va convertir al cristianisme. Va fugir de Xinjiang en la dècada del 1930, juntament amb Gustaf Ahlbert i Oskar Hermannson va acabar de traduir la bíblia al uigur a l'Índia. Aquesta va ser publicada per la Societat Bíblica Britànica i Estrangera el 1946. Luke també va escriure sobre la societat Uigur, afirmant que el percentatge d'analfabets era d'entre un 97 i un 98 per cent de la població. Així mateix es posicionava en contra dels costums uigurs, especialment els relacionats amb el matrimoni, i creia que els matrimonis concertats eren la principal forma d'opressió cap a la dona, remarcant que molts d'aquestes unions eren entre homes grans (40-50 anys) i noies molt joves.